# Diecezja Exeter
Diecezja Exeter (ang. Diocese of Exeter) – diecezja Kościoła Anglii, należąca do metropolii Canterbury i położona w południowo-zachodniej Anglii. Jej granice pokrywają się ze świeckim hrabstwem ceremonialnym Devon. Biskupstwo w Exeter zostało ustanowione w 1050 roku na mocy decyzji króla Edwarda Wyznawcy, przy czym do czasów reformacji było to biskupstwo katolickie, potem zaś weszło w skład Kościoła Anglii.

## Dane statystyczne (2013)
Powierzchnia diecezji liczy 2580 mil kwadratowych (6682,2 km²). Obszar ten zamieszkiwany jest łącznie przez 1,148 mln osób, z czego 699 000 osób deklaruje się jako chrześcijanie różnych wyznań. Diecezja liczy 611 kościołów, zgrupowanych w 497 parafiach. Średnia liczba wiernych biorących w całej diecezji udział w niedzielnych mszach wynosi 21 100 osób.

## Biskupi
- Biskup Exeter (biskup diecezjalny): Robert Atwell
- Biskupi pomocniczy:
  - Biskup Crediton: Nick McKinnel
  - Biskup Plymouth: wakat